# Diuris laxiflora
Diuris laxiflora är en orkidéart som beskrevs av John Lindley. Diuris laxiflora ingår i släktet Diuris och familjen orkidéer. Inga underarter finns listade i Catalogue of Life.